# Rolls-Royce AE 2100
Rolls-Royce AE 2100 je dvogredni turbopropelerski motor, ki ga je razvilo ameriško podjetje Allison Engine Company (zdaj del Rolls-Royca). AE 2100 ima dvojni FADEC. Obstajata dve različici; AE2100A je civilna verzija, AE2100D pa vojaška. Motor poganja šestkraki Dowty propeler.

## Uporaba
AE2100A
- Saab 2000
- Indonesian Aerospace N-250 - samo prototip

AE2100D2A
- Alenia C-27J Spartan

AE2100J
- ShinMaywa US-2

AE2100D3
- Lockheed Martin C-130J Super Hercules
- Lockheed P-3 Orion [1]

## Specifikacije (AE 2100D2)
- Tip: Turboprop
- Dolžina: 118 in (3,0 m)
- Premer: 28,7 in (0,73 m)
- Teža: 1727 lb (783 kg)

- Kompresor: 14-stopenjski aksialni
- Turbina: 2-stopenjska visokotlačna, 2-stopenjska nizkotlačna (pogonska)
- Največja moč: 4637 KM (3458 kW)
- Tlačno razmerje: 16,6:1
- Razmerje moč/teža: 2,7KM/lb (4,53 kW/kg)